# 보성 봉능리 석조인왕상
보성 봉능리 석조인왕상(寶城 鳳陵里 石造仁王像)은 대한민국 전라남도 보성군 조성면 봉능리에 있는 인왕상이다. 1986년 9월 29일 전라남도의 문화재자료 제134호로 지정되었다.

## 개요
전라남도 보성군 조성면 봉릉리 신방 마을 저수지 둑 밑의 논두렁에 서 있는 인왕상이다. 이 일대에 옛 기와조각들과 탑의 몸체부 등이 흩어져 있는 것으로 보아 원래는 절터였음을 알 수 있다.
기둥 모양의 돌을 다듬어 앞면만을 조각하고 뒷면은 평평하게 처리하였다. 대개 인왕상은 석탑의 기단부에 돋을새김을 하는데 이처럼 단독상으로 만드는 일은 드물다.
머리 위에는 상투 모양의 머리묶음이 솟아 있고, 눈을 부릅뜨고 있는 얼굴은 돌이 많이 닳아 있다. 코와 입은 형식적이며 귀는 짧게 처리하였다. 오른손은 위로 들고 있고, 왼팔은 구부려 가볍게 허리쪽에 대고 있다.
옷을 벗은 상체는 근육을 살려 사실성을 띠고 있으나 몸의 균형이 맞지 않아 어색하다. 하체 부분은 무릎에서 다리까지 근육 처리가 되어 있지 않아 조형감각이 떨어진다.
인왕상은 대부분 손에 지팡이나 방망이를 쥐는 것이 일반적인데 여기에서는 이러한 물건은 보이지 않고 있어 특이하다.

## 참고 문헌
- 보성봉능리석조인왕상 - 국가유산청 국가유산포털